# Нейтралітет
Нейтраліте́т (нім. Neutralität, від лат. neuter ні той, ні інший), — юридичний і політичний статус держави, яка зобов'язується не брати участі у війні між іншими державами, а в мирний час — відмова від участі у військових блоках.
Цей статус не потребує міжнародно-правового закріплення і може бути змінений в односторонньому порядку. Він передбачає неучасть у військових союзах, але не зобов'язує дотримуватися норм гуманітарного права під час конфліктів третіх країн. Нейтралітет не накладає обмежень на відрядження військових контингентів у склад миротворчих сил міжнародних організацій; не забороняє укладати оборонні угоди і союзи з окремими державами; не розповсюджується на економічну сферу.

## Концепція
В міжнародному праві розрізняються: нейтралітет у воєнний час (евентуальний) та постійний нейтралітет.
Під евентуальним нейтралітетом розуміється заява певної держави про неучасть її у даній війні, він дотримується тільки для даної війни і може бути скасованим одностороннім актом. Статус нейтралітету виникає з моменту заяви держави про нейтралітет у війні І доведення цієї заяви до сторін, що воюють. Статус нейтралітету дає нейтральній державі права та обов'язки, чітко регламентовані у V та XIII Гаазьких конвенціях 1907 p., а також у Лондонській декларації про право морської війни 1909 p., які визначають, що територія нейтральної держави є недоторканною і вилученою з театру воєнних дій; сторонам, що воюють, забороняється проводити через неї війська, транспорти зі зброєю та іншими воєнними матеріалами. На території нейтральної держави забороняється створення військових формувань та установ для вербування. Нейтральна держава має право відбивати із застосуванням збройної сили будь-які спроби порушити нейтралітет.
Постійний нейтралітет — це міжнародно-правовий статус держави, відповідно до якого держава зобов'язується не брати участь у збройних конфліктах та не входити до воєнних союзів та блоків. Постійно нейтральними державами є Швейцарія (акт 1815 p.), Австрія (акт 1955 p.), Мальта (акт 1981 p.).
Міжнародне право нейтралітету містить три обмеження на дії нейтральної країни на час війни між іншими державами:
- не надавати власні озброєні сили воюючим сторонам;

- не надавати свою територію для використання воюючим сторонам (базування, транзит, переліт тощо);

- не дискримінувати жодну із сторін в постачаннях зброї і товарів військового призначення (тобто обмеження однакові або взагалі відсутні).

Поняття нейтралітету в конфліктах повинне бути видатним від того non-alignment, тобто, навмисне дистанцювання від військових альянсів для того, щоб зберегти нейтралітет у разі війни, і, можливо, з надією запобігання війни в цілому.
Поняття нейтралітету у війні є вузьке визначення і має специфічні обмеження на нейтральні країни у відповідь на інтернаціонально визнане право залишитися нейтральним. Ширшим поняттям є неучасть у війні. Основою міжнародного права для нейтральних територій є дві Гаагські Угоди (1899 і 1907).

Нейтральні країни:
нейтральні і позаблокові країни
країни, що претендують бути нейтральним
країни, які були нейтральними в минулому

Країна, яка лишає право стати воюючою стороною, якщо нападають учасники війни, перебуває в стані озброєний нейтралітет.

## Поточні нейтральні країни
В даний час нейтральними є:
- Австрія — нейтральна країна з чіткою метою підтримки незалежності і недоторканності кордонів (ці правила нейтралітету сформовано за взірцем Швейцарії).
- Коста-Рика — нейтральна країна починаючи з 1949 р. після розпуску її військ.
- Ірландія — нейтральна країна у 1937 році.
- Ліхтенштейн
- Швейцарія — має постійний озброєний нейтралітет, що забезпечує безпеку держави. Швейцарія — друга найстаріша нейтральна країна у світі. Її нейтралітет було встановлено Конгресом у Відні у 1815 році.
- Туркменістан — оголосив свій постійний нейтралітет і це формально визнав ООН. Це сталося 12 грудня 1995 року.

## Країни, що були або намагались бути нейтральними
Країни вимагають мати нейтралітет, але не визнається міжнародними справами:
- Камбоджа — претендувала на нейтралітет з 1955 до 1970, років і від 1993 р. до сьогодення.

- Молдова — стаття 11 Конституції 1994 проголошує «постійний нейтралітет».

Нейтральні в минулому країни:
- Бельгія — нейтральна позиція починаючи з 1839 року, її нейтралітет скасував Версальський Договір, далі I світова війна і скасована знову після другої світової Війни, вступ у НАТО.

- Лаос — Міжнародна Угода про Нейтралітет Лаосу підписана у Женеві 23 липня 1962 14 націями, зокрема п'яти постійних членів Рада Безпеки ООН.

- Люксембург — нейтральна з 1839 р., нейтралітет скасовано після вступу 1949 року до НАТО.

- Нідерланди — мали нейтралітет між 1839 і 1940 роками.

Інші країни не є нейтральними, але декларують таку можливість за часів ймовірної війни у сусідніх державах.
Багато країн заявили про нейтралітет під час II Світової Війни. Більшість з них були окуповані, в результаті тільки Ірландія, Іспанія, Ліхтенштейн, Португалія, Сан-Марино та Швейцарія зберегли нейтралітет. Слід зазначити, що нейтралітет деяких з країн Євросоюзу є сумнівним. До того ж наразі у ЄС діє Єдиний комітет зовнішньої політики.

## Нейтралітет в історії

### Стародавня Греція
- 340 до н. е. поліси Греції відмовились від свого нейтралітету по відношенню до Філіппа II і спільно виступили проти Македонії.

### Середньовіччя
У Тридцятирічну війну Іоанн-Казимир (саксонський герцог) спочатку дотримувався нейтралітету, потім прилучився до Густаву-Адольфу.

### Новий час
- 1779—1783 — озброєний нейтралітет союз Росії, Данії і Швеції, а також ряду інших держав, що склався під час війни північноамериканських колоній за незалежність, направлений на захист судноплавства нейтральних країн.
- 1793 р. — Джордж Вашингтон обнародує Декларацію про нейтралітет США у війні європейських країн проти революційної Франції.
- 1870—1871 — З самого початку франко-пруської війни Андраші Дюла (старший) виступав поборником строгого нейтралітету Австро-Угорщини.

### XX—XXI століття
- 1902 р. — Італія уклала з Францією угоду, зобов'язавшись дотримувати нейтралітет у разі нападу Німеччини на Францію.
- 1995 р. — Туркменістан проголосив нейтралітет.